# Metabalta tuberculata
Metabalta tuberculata is een hooiwagen uit de familie Gonyleptidae.